# 벤자민 케인즈
벤자민 케인즈(Benjamin Kanes, 1977년 3월 27일 ~ )는 미국의 배우이다.

## 영화
- 더 비지트 (2015년) - 아빠 역
- 버드맨 (2014년)
- 페니 드레드풀 (2013년) - 잭 역
- 컴 백 록스타 (2010년)
- 디 아더 가이스 (2010년)
- 마이 블루베리 나이츠 (2007년) - 랜디 역
- 박테리움 (2006년)